# Дания на зимних Олимпийских играх 2002
Дания принимала участие в Зимних Олимпийских играх 2002 года в Солт-Лейк-Сити (США) в десятый раз за свою историю, но не завоевала ни одной медали. Сборную страны представляли 11 спортсменов: 6 женщин и 5 мужчин, они соревновались в кёрлинге и фристайле.

## Состав сборной
Кроме фристайлистки Ани Больбьерг, все остальные спортсмены входили в команды по кёрлингу — мужскую и женскую соответственно.
Самым молодым участником датской сборной был 27-летний Карстен Свенсгард, самым старшим — 44-летний Франц Гульфер; оба кёрлингисты.
Флаг на церемонии открытия нёс Ульрик Шмидт, на церемонии закрытия — Аня Больбьерг.

## Результаты

### Фристайл
Женщины
| Спортсменка   | Соревнование | Квалификация | Квалификация | Квалификация | Финал | Финал | Финал |
| Спортсменка   | Соревнование | Время        | Очки         | Время        | Очки  | Время | Очки  |
| ------------- | ------------ | ------------ | ------------ | ------------ | ----- | ----- | ----- |
| Аня Больбьерг | Могул        | 38.44        | 22.40        | 14 Q         | DNF   | DNF   | -     |